# Kanton Jarnages
Kanton Jarnages (francouzsky Canton de Jarnages) je francouzský kanton v departementu Creuse v regionu Limousin. Tvoří ho 10 obcí.

## Obce kantonu
- Blaudeix
- La Celle-sous-Gouzon
- Domeyrot
- Gouzon
- Jarnages
- Parsac
- Pierrefitte
- Rimondeix
- Saint-Silvain-sous-Toulx
- Trois-Fonds